# Райгород (Черкасская область)
Ра́йгород (укр. Райгород) — село в Каменском районе Черкасской области Украины.
Население по переписи 2001 года составляло 1350 человек. Почтовый индекс — 20824. Телефонный код — 4732.

## Местный совет
20824, Черкасская обл., Каменский р-н, с. Райгород, ул. Красноармейская, 1